# فارست تاکر
فارست تاکر (انگلیسی: Forrest Tucker؛ ۱۲ فوریهٔ ۱۹۱۹ – ۲۵ اکتبر ۱۹۸۶) یک هنرپیشه اهل ایالات متحده آمریکا بود.
از فیلم‌ها یا برنامه‌های تلویزیونی که وی در آن نقش داشته است می‌توان به چیزام، شن‌های آیو جیما اشاره کرد.